# Gladiolus splendens
Gladiolus splendens là một loài thực vật có hoa trong họ Diên vĩ. Loài này được (Sweet) Herb. miêu tả khoa học đầu tiên năm 1843.